# Bottighofen
Bottighofen (toponimo tedesco) è un comune svizzero di 2 180 abitanti del Canton Turgovia, nel distretto di Kreuzlingen.

## Geografia fisica
Bottighofen si affaccia sul lago di Costanza.

## Società

### Evoluzione demografica
L'evoluzione demografica è riportata nella seguente tabella:
Abitanti censiti

## Amministrazione
Ogni famiglia originaria del luogo fa parte del cosiddetto comune patriziale e ha la responsabilità della manutenzione di ogni bene ricadente all'interno dei confini del comune.

## Infrastrutture e trasporti
Bottighofen è servito dall'omonima stazione sulla ferrovia Sciaffusa-Rorschach.